# 护国岭战役
护国岭戰役是郑成功率领南明军队與清朝军队對抗的一场战斗，由鄭軍獲勝。

## 经过
永曆十年十二月（1657年1月14日—2月12日），郑成功率领南明海军在福州以北的梅溪登陆，通过飞鸾和白鹤岭进攻罗源。清定远大将军济度（郑亲王世子）派梅勒章京阿克商、巴都、柯如良率领数千清军前往救援，阿克善好大喜功，企图一举歼灭郑成功部队。明军于是改向宁德方向行动，清军又随后跟进。郑成功命令甘辉断后，诱敌深入，设伏于护国岭。二十九日（1657年2月11日），清军陷入埋伏圈后，明军全面出击，大败来援清军。阿克商、巴都、柯如良均被击毙，清军几乎全军覆没，只有数百骑兵逃脱。

## 影响
护国岭之役沉重打击了清军引以为傲的八旗骑兵，特别是一举击毙三名梅勒章京，战功显赫。清军对郑成功部队闻风丧胆，闭城不敢出战。济度因为在福建损兵折将，不久被清廷召回北京。